# Чайковский, Юзеф
Юзеф Чайковский (пол. Józef Czajkowski; 21 января 1872, Варшава — 27 июля 1947, там же) — польский художник, график, архитектор, педагог. Брат художника Станислава Чайковского.

## Биография
С 1891 года учился в Мюнхенской академии художеств, Академии Жюлиана в Париже, школе искусства и ремëсел в Вене, в 1894—1895 годах в краковской школе изящных искусств, брал уроки архитектуры в студии Т. Стрыенского.
В 1913 году стал профессором кафедры архитектуры и изобразительного искусства краковской Академии изящных искусств, с 1919 года преподавал на отделении изящных искусств Университета Стефана Батория в Вильне, с 1923 по 1938 год работал в Варшавской Академии изящных искусств  (до 1932 года — Школа изящных искусств).
Юзеф Чайковский — один из основателей общества, известного как «Польское прикладное искусство», «Товарищества художников Ład»

## Творчество
Представитель польского модерна.
Писал пейзажи, в которых ощутимо влияние Яна Станиславского, портреты, жанровые сцены, отличающиеся свободной композицией и спокойной колористикой. В работах по прикладному искусству использовал народное творчество и методы старых народных промыслов. Был одним из инициаторов организации мастерских «Польский гобелен» в Кракове. Занимался проектированием гобеленов, мебельных гарнитуров.
Работал над иллюстрациями, созданием виньеток и обложек для книг, плакатов, витражей.

## Избранные архитектурные работы
Архитектурные работы мастера носят характерные национальные формы.
- Проект здания промышленно-технического музея в Кракове (в соавт. 1910—1914) (нереализован)
- Польский павильон на Всемирной выставке в Париже (1925) построен по проекту Юзефа Чайковского; автор удостоен высшей награды Выставки в классе архитектуры — Гран При[1].

## Избранные картины
- Пейзаж с тропинкой (1897)
- Сад зимой (1900) — (Национальный музей в Кракове)
- Зима. Павлин в саду (1901) — (Львовская галерея искусств)
- Кладбище отцов реформатов в Кракове (1903)
- Село возле Кракова (1908) — (Национальный музей, Кельце)
- Автопртрет (1938)
- Летний день и др.